# Haugesunds Avis
Haugesunds Avis är en norsk dagstidning som ges ut i Haugesund, Rogaland, och täcker kommunerna på Haugalandet och i Sunnhordland. Chefredaktör är Einar Tho. Øystein Vormestrand är administrerande chefredaktör. Tidningen grundades 1895 av Bernt Seland. Amedia äger idag 100% av Haugesunds Avis, efter att A-pressen och Edda Media (tidigare ägare) slogs samman 2012.
Tidningen har också kontor i Kopervik.
Haugesunds Avis är också huvudaktör i den lokala radiostationen Radio 102. 
Under 2011 tilldelades Haugesunds Avis två priser vid The European Newspaper Award för bästa bilmagasin och Iphone-app.

## Upplaga
Bekräftade nettosiffror från Mediebedriftenes Landsforening:
| - 2000: 37 075 - 2001: 37 167 - 2002: 33 231 - 2003: 34 811 - 2004: 34 106 - 2005: 33 919 - 2006: 33 448 - 2007: 33 013 - 2008: 31 907 - 2009: 29 907 - 2010: 29 254 - 2011: 27 834 - 2012: 26 152 - 2013: 24 073 - 2014: 22 797 - 2015: 20 676 - 2016: 19 713 - 2016: 19 612 | \| \| \| Utvecklingen i nettoupplaga från år 2000 (pappersandel i mörkblått, digital andel ljusblått) \| |
| | |
| Utvecklingen i nettoupplaga från år 2000 (pappersandel i mörkblått, digital andel ljusblått) | |